# فرودگاه بوفالو
فرودگاه بوفالو (به انگلیسی: Buffalo-Lancaster Regional Airport) یک فرودگاه همگانی بهره‌برداری هوایی است که یک باند فرود آسفالت دارد و طول باند آن ۹۷۵ متر است. این فرودگاه در کشور ایالات متحده آمریکا قرار دارد و در ارتفاع ۲۲۹ متری از سطح دریا واقع شده‌است.